# دوكس
الدوكس (باللاتينية: Dux، أي: القائد) هو مصطلح كان دارجاً في الإمبراطورية الرومانية يمكن أن يُلقَّب به أيُّ ضابط عسكري يقود مجموعةً من الجنود في الجيش الروماني، إلا أنَّه لم يكن اسماً لرتبة رسميَّة محدَّدة بالجيش. استعمل يوليوس قيصر هذا اللَّقب خلال الحروب الغاليّة ككنية للضباط ذوي الأصل السلتي في جيشه.
إن الدوكس هو الأصل الذي اشتقَّ منه لاحقاً لقب الدوق (لقبٌ للحكام النبلاء)، وكذلك فيما بعد مشتقَّات لقب الدوق مثل الدوج وغيره.
حتى القرن الثالث الميلادي، لم تكن هناك أيُّ رتبة رسمية بالقوات الرومانية تسمَّى الدوكس. لكن كان من المُعتَاد أن يعنى بالمصطلح ضابطٌ عسكريٌّ يتولَّى قيادة فيلقين أو أكثر، وهو ما يُسمَّى حاكم المقاطعة، حيث يكون الدوكس بهذه الحالة مسؤولاً عن إدارة مقاطعة رومانية كاملةٍ وعن قيادة فيالقها العسكرية بالآن ذاته. كان يمكن كذلك أن يُعنَى بالدوكس قنصل روماني أو إمبراتور.